# Национальный фонд Республики Казахстан
Национальный фонд Республики Казахстан (Нацфонд) — государственный фонд Республики Казахстан, являющийся совокупностью финансовых активов, сосредотачиваемых на счете Правительства Республики Казахстан в Национальном банке Республики Казахстан, а также в виде иного имущества, за исключением нематериальных активов.
Целями его создания является:
- обеспечение стабильного социального экономического развития страны,
- накопление финансовых средств для будущих поколений,
- снижение зависимости экономики от воздействия неблагоприятных внешних факторов,
- снижение зависимости республиканского и местных бюджетов от конъюнктуры мировых цен.

Функции:
- Сберегательная. Сберегательная функция обеспечивает накопление финансовых активов и иного имущества и доходность активов Национального фонда Республики Казахстан в долгосрочной перспективе при умеренном уровне риска.
- Стабилизационная. Стабилизационная функция предназначена для поддержания достаточного уровня ликвидности активов Национального фонда Республики Казахстан.

Доверительное управление Национальным фондом Республики Казахстан осуществляет Национальный банк Республики Казахстан на основании договора о доверительном управлении, заключаемого между Национальным банком Республики Казахстан и Правительством Республики Казахстан.

## Активы Национального Фонда Республики Казахстан
| Дата    | Размер фонда, млрд $ |
| ------- | -------------------- |
| 01.2001 | 0,660                |
| 01.2002 | 1,258                |
| 01.2003 | 1,933                |
| 01.2004 | 3,666                |
| 01.2005 | 5,148                |
| 01.2006 | 8,095                |
| 01.2007 | 14,740               |
| 01.2008 | 21,556               |
| 01.2009 | 27,964               |
| 01.2010 | 24,619               |
| 01.2011 | 31,426               |
| 01.2012 | 45,511               |
| 01.2013 | 58,480               |
| 01.2014 | 71,142               |
| 08.2014 | 77,236               |
| 01.2015 | 71,751               |
| 01.2016 | 63,647               |
| 01.2017 | 62,871               |
| 01.2018 | 59,350               |
| 01.2019 | 58,246               |
| 01.2020 | 57,707               |
| 01.2021 | 57,707               |
| 01.2022 | 53,908               |
| 06.2022 | 51,886               |

## Модель
Использовать Национальный фонд Республики Казахстан было решено по норвежской модели, которая является одной из крупнейших в мире производителей нефти и которая создала Государственный нефтяной фонд (ГНФ) в 1990 году.
Закон «О внесении изменений и дополнений в некоторые законодательные акты по вопросам функционирования Национального фонда»  очертил главные функции фонда как — стабилизационная и сберегательная.
Формирование фонда было предусмотрено следующим образом. В процессе исполнения республиканского и местных бюджетов возможны превышения поступлений от организаций сырьевого сектора над утверждёнными в республиканском и местных бюджетах суммами поступлений. Вот эти средства и решено было зачислять в Национальный фонд.
В противном случае, если бюджет будет испытывать недобор запланированных средств, то необходимые средства могут быть взяты из Национального фонда.
Председатель правления Нацбанка республики Григорий Марченко писал президенту страны: «В принципе, этот фонд был создан в основном для накопления средств, которыми бы государство могло ответить в будущем по обязательствам солидарной пенсионной системы, и одним из вариантов названия при создании фонда был Национальный пенсионный фонд. В целом же фонд выполняет обе основные функции таких фондов — сберегательную (для будущих поколений) и стабилизационную (для компенсации колебаний цен на нефть)».

## Поступления и состояние
Министр финансов Арман Дунаев отметил, что для выполнения своей стабилизационной функции НФ должен иметь средств в этой части, как минимум, 20 процентов к ВВП, порядка 6-6,5 млрд долларов, оптимальным же является объём — более 11 млрд долларов.
- Первый взнос — 660 миллионов долларов, заплаченных американской компанией «Шеврон» за 5 процентов казахстанской доли в нефтедобывающем СП «Тенгизшевройл».[3]
- В 2001 году в НФ было вложено — 1,2 млрд долларов,
- в 2002 году НФ было вложено — 700 млн долларов,
- в 2003 году НФ было вложено- 1,7 млрд долларов,
  - Поступление в фонд — 229 551 299 тыс. тенге.
  - произведены расходы, связанные с управлением фонда, в общей сумме 428 434 тыс. тенге.
  - доходность активов за год составила 8,69 процента годовых.
- На 1 января 2004 года чистые активы фонда составили 527 917 412 тыс. тенге

## Использование Национального фонда
- Национальный фонд Республики Казахстан расходуется:
  - в виде гарантированного трансферта из Национального фонда Республики Казахстан в республиканский бюджет на реализацию бюджетных программ (подпрограмм) развития на соответствующий финансовый год;
  - в виде целевых трансфертов, передаваемых из Национального фонда Республики Казахстан в республиканский бюджет на цели, определяемые Президентом Республики Казахстан;
  - на покрытие расходов, связанных с управлением Национальным фондом Республики Казахстан и проведением ежегодного аудита.
  - на поддержание курса доллара (в 2016 году на поддержание курса доллара было потрачено около 30 млрд. долларов).
- Национальный фонд Республики Казахстан размещается в разрешенные зарубежные финансовые инструменты, за исключением нематериальных активов, в целях обеспечения:
  - сохранности Национального фонда Республики Казахстан;
  - поддержания достаточного уровня ликвидности Национального фонда Республики Казахстан;
  - высокого уровня доходности Национального фонда Республики Казахстан в долгосрочной перспективе при умеренном уровне риска;
  - получения инвестиционных доходов в долгосрочной перспективе.
- Перечень разрешенных зарубежных финансовых инструментов, за исключением нематериальных активов, определяется Правительством Республики Казахстан совместно с Национальным банком Республики Казахстан по предложению Совета по управлению Национальным фондом Республики Казахстан.
- Национальный фонд Республики Казахстан не может использоваться на кредитование физических и юридических лиц и в качестве обеспечения исполнения обязательств.
- Размер гарантированного трансферта из Национального фонда Республики Казахстан не должен превышать одну третью часть активов Национального фонда Республики Казахстан по состоянию на конец финансового года, предшествующего году разработки республиканского бюджета.

Размеры гарантированного трансферта из Национального фонда Республики Казахстан на трехлетний период определяются в установленном Правительством Республики Казахстан порядке и утверждаются законом Республики Казахстан.
- Порядок зачисления активов в Национальный фонд Республики Казахстан и использования Национального фонда Республики Казахстан определяется Правительством Республики Казахстан.
- Активы, поступающие в Национальный фонд Республики Казахстан или изымаемые из Национального фонда Республики Казахстан, подлежат конвертации или реконвертации в порядке, установленном Национальным банком Республики Казахстан[5].